# Рофекоксиб
Рофекоксиб (англ. Rofecoxib, лат. Rofecoxibum) — синтетичний препарат, що належить до групи коксибів, які є представниками нестероїдних протизапальних препаратів. Рофекоксиб може застосовуватися як перорально, так і парентерально, так і у вигляді гелю для місцевого застосування та ректальних суппозиторіїв. Рофекоксиб після 5 років застосування був відкликаний із фармацевтичного ринку фірмою-виробником препарату «Merck & Co.» у США та країнах Європейського Союзу у зв'язку з високим рівнем серцево-судинного ризику при його застосуванні, а також рекомендовано фірмам-виробникам генериків препарату припинити їх виробницство та продаж у світі, але в Україні та ряді інших країн світу рофекоксиб продовжує застосовуватися у клінічній практиці, хоча й із деякими обмеженнями.

## Історія створення
Рофекоксиб розроблений у лабораторії компанії «Merck & Co» в США та вперше допущений до клінічного застосування FDA у травні 1999 року під торговельною маркою «Віокс» («Vioxx»). Рофекоксиб став другим препаратом із групи коксибів, після целекоксибу, що випущений для широкого клінічного застосування. За 5 років застосування, за оцінками компанії-виробника препарату, 84 мільйони осіб застосовували рофекоксиб. Синтез і подальші клінічні дослідження рофекоксибу, як і інших препаратів групи коксибів, пов'язані з пошуком можливості застосування нестероїдних протизапальних засобів, у яких не були б виражені побічні ефекти з боку слизових травної системи, пов'язаних із неселективним пригніченням ізоферменту циклооксигенази ЦОГ-2, а саме загострення виразкової хвороби, шлунково-кишкові кровотечі, загострення гастриту і дуоденіту (які часто об'єднують під загальною назвою НПЗП-гастропатії). Рофекоксиб широко застосовувався для лікування ревматологічних захворювань, а також дисменореї. У США рофекоксиб був рекомендований також для лікування мігрені. Проводились дослідження ефективності рофекоксибу, як і його попередника целекоксибу, по застосуванні при хворобі Альцгеймера та інших нейродегенеративних захворюваннях, при сімейному поліпозі товстого кишечника, а також раку товстого кишечника. І саме після тривалих (18 місяців) клінічних досліджень по застосуванні рофекоксибу при поліпозі товстого кишечнику (під назвою APPROVE) вперше виявлено побічні ефекти рофекоксибу з боку серцево-судинної системи. У іншому дослідженні під назвою VIGOR, у якому початково порівнювались гастротоксичність рофекоксибу та напроксену, поряд із нижчою гастротоксичністю рофекоксибу було виявлено вищу частоту інфаркту міокарду у групі хворих, яким призначався рофекоксиб. Це явище було початково розцінене, як викликане кардіопротективними властивостями напроксену. Пізніше при інших дослідженнях, які проводились також у Канаді, Австралії, Великій Британії, встановлено вищий ризик серцевих та неврологічних подій (інсультів) при застосуванні рофекоксибу. На думку деяких дослідників, рофекоксиб міг викликати від 88 до 140 тисяч ускладнень ІХС, 44% яких могли завершитися смертю хворих. Смертельний випадок внаслідок застосування рофекоксибу зафіксовано і в Україні. Пізніше встановлено, що особливий ризик побічних кардіологічних ефектів мають хворі після перенесеного інфаркту міокарду, хворі після перенесеного аортокоронарного шунтування, усі хворі з важкими формами ІХС, а також хворі з епізодами коронаротромбозу або після перенесеного інсульту. При подальших дослідженнях також встановлено вищу кардіотоксичність рофекоксибу в порівнянні з диклофенаком, еторикоксибом та напроксеном (у цих дослідженнях найвищий ризик виникнення інсульту був при застосуванні ібупрофену), хоча при дослідженні не було встановлено повністю безпечних нестероїдних протизапальних препаратів для серцево-судинної системи. Хоча й не всі дослідники погоджувалися із даними висновками про виняткову кардіотоксичність рофекоксибу, а часті кардіологічні побічні ефекти мотивувалися особливістю хімічної структури препарату та його селективністю до ЦОГ-2, що пов'язано із блокуванням синтезу ендотелієм кровоносних судин простацикліну, який виявляє захисний ефект для судин. Але під тиском звинувачень фірма «Merck & Co.» у кінці 2004 року заявила про відкликання з фармацевтичного ринку рофекоксибу, та закликала зробити такий самий крок фірми, які виробляли генерики препарату. Цей крок було підтримано FDA та Європейським агентством з лікарських засобів, які відкликали ліцензію препарату. Пізніше більшість експертів FDA відзначало більший позитивний ефект рофекоксибу в порівнянні з його побічними ефектами, що давало надію на відновлення випуску препарату, але рішення щодо цього так і не було прийнято.
11 березня 2009 року Скотт Ройбен, колишній керівник клініки анестезіології та гострого болю Університету Тафтса, заявив про підробку представниками фармацевтичних компаній результатів клінічних досліджень лікарських препаратів, серед яких називались целекоксиб (Целебрекс) та рофекоксиб. Представники компанії «Merck & Co», як виробники рофекоксибу, ніяк не відреагували на звинувачення, відповіли на нього лише представники компанії «Pfizer» заявою, що компанія розчарована словами Скотта Ройбена, і компанія «Pfizer» завжди підтримувала його дослідження, коли він працював у медичному центрі з найвищою довірою та мав бездоганну репутацію вченого-дослідника.

## Фармакологічні властивості
Рофекоксиб — синтетичний препарат, що є представником коксибів та належить до групи нестероїдних протизапальних препаратів. Механізм дії препарату, як і інших представників групи нестероїдних протизапальних препаратів, полягає у інгібуванні ферменту циклооксигенази, яка забезпечує перетворення арахідонової кислоти у простагландини. Особливістю фармакологічних властивостей рофекоксибу є те, що він є представником селективних інгібіторів ізоформи циклооксигенази ЦОГ-2, яка утворюється виключно у вогнищах запалення. Активність рофекоксибу, як і інших препаратів групи коксибів, до ізоформи ЦОГ-2 пояснюється особливістю структури активного центру ЦОГ-2 та молекули коксибів. Активний центр ЦОГ-2, на відміну від ЦОГ-1, має додаткову гідрофільну порожнину, яка пов'язана із заміною молекули ізолейцину на молекулу валіну в амінокислотній послідовності ферменту. У молекулах коксибів, натомість, є ригідний боковий ланцюг, який і дозволяє цим препаратам проникати всередину порожнини у молекулі ЦОГ-2, та взаємодіяти саме з цією ізоформою циклооксигенази. Рофекоксиб має виражену знеболюючу та протизапальну дію, порівняльну по силі з іншими нестероїдними протизапальними препаратами, має хондропротекторну дію, зменшує концентрацію простагландинів у спинномозковій рідині, що призводить до пригнічення розвитку вторинної гіперальгезії, що дозволяє застосовувати препарат при травмах і післяопераційному больовому синдромі. Відсутність впливу на ЦОГ-1 при застосуванні рофекоксибу значно знижує ризик серйозних побічних ефектів з боку травної системи (у порівнянні з більшістю нестероїдних протизапальних засобів). Але особливості механізму дії рофекоксибу (як і інших коксибів), а саме відсутність впливу на синтез тромбоксану, який відіграє важливу роль у попередженні агрегації тромбоцитів, та гальмування синтезу простацикліну, який забезпечує захисний ефект для судин, призводить до більшої кількості побічних ефектів з боку серцево-судинної системи, а саме: збільшення числа інфарктів міокарду, інсультів, погіршення перебігу ІХС та гіпертонічної хвороби, появи периферичних набряків. Але при аналізі виникнення кардіальних тромбоемболічних ускладнень збільшення частоти тромбоемболічних ускладнень при застосуванні рофекоксибу у порівнянні з іншими нестероїдними протизапальними препаратами виявлено не було. Тривалий час проводилися дослідження ефективності рофекоксибу, як і його попередника целекоксибу, по застосуванні при хворобі Альцгеймера та інших нейродегенеративних захворюваннях, при сімейному поліпозі товстого кишечника, а також раку товстого кишечника, але виявлені побічні кардіологічні ефекти змусили зупинити перспективні дослідження. Рофекоксиб не викликає характерних для неселективних нестероїдних препаратів уражень нирок, але може викликати передчасне закриття артеріальної протоки.

### Фармакокінетика
Рофекоксиб відносно повільно, але добре всмоктується при пероральному застосуванні, біодоступність препарату при пероральному застосуванні становить 93%, при внутрішньом'язовому застосуванні біодоступність препарату становить 100%. Максимальна концентрація препарату в крові досягається протягом 2—3 годин. Рофекоксиб майже повністю (більше 90%) зв'язується з білками плазми крові. Рофекоксиб добре проникає через гематоенцефалічний бар'єр. Препарат проникає через плацентарний бар'єр та виділяється в грудне молоко. Метаболізується рофекоксиб у печінці з утворенням неактивних метаболітів. Виводиться рофекоксиб з організму переважно із сечею у вигляді метаболітів, частина препарату виводиться із калом. Період напіввиведення рофекоксибу становить 17 годин, даних за збільшення цього часу у осіб похилого віку та у хворих із вираженими порушеннями функцій печінки та нирок немає.

## Показання до застосування
Рофекоксиб може застосовуватися для лікування больового синдрому та запального процесу при ревматоїдному артриті, остеоартрозі, зубній болі, альгодисменореї, артралгіях, міалгіях, невралгіях, а також при травмах.

## Побічна дія
Характерними побічними ефектами, які спостерігаються при застосуванні рофекоксибу, як і при застосуванні інших препаратів із групи коксибів, є побічні ефекти з боку серцево-судинної системи. Рофекоксиб вважається найбільш кардіотоксичним препаратом із групи коксибів. Так, згідно даних деяких клінічних досліджень, нестабільність артеріального тиску при застосуванні рофекоксибу спостерігалась у 30% хворих (у порівнянні з 16% целекоксибу і 19% напроксену); також у частині клінічних досліджень підтверджувався вищий ризик гострих коронарних подій при застосуванні рофекоксибу в порівнянні з більшістю інших нестероїдних протизапальних препаратів (за винятком диклофенаку). При застосуванні рофекоксибу також підвищується ризик виникнення інфаркту міокарду, збільшується частота появи периферичних набряків; щоправда не змінюється частота інсультів та венозних тромбозів. Згідно аналізу побічних ефектів рофекоксибу, які були зареєстровані на території України, побічні ефекти з боку серцево-судинної системи займають друге місце серед побічних ефектів рофекоксибу (після побічних ефектів з боку травної системи), та займає друге місце по частоті серцево-судинних ускладнень серед нестероїдних протизапальних препаратів (після диклофенаку), на території України зареєстровано один випадок смерті пацієнта від серцево-судинних причин, яка була пов'язана з прийомом рофекоксибу.
Значно рідше при застосуванні рофекоксибу спостерігаються алергічні реакції: висипання на шкірі, свербіж шкіри, синдром Стівенса-Джонсона, синдром Лаєлла, набряк Квінке, васкуліт, анафілактичний шок; побічні ефекти з боку травної системи: печія, нудота, блювання, афтозний стоматит, болі в животі, спостерігаються загострення виразкової хвороби (вкрай рідко — шлунково-кишкові кровотечі), порушення функції печінки; побічні ефекти з боку нервової системи: головний біль, сонливість, запаморочення, галюцинації; вкрай рідко також спостерігається порушення функції нирок (хоча й частіше, ніж при застосуванні інших коксибів).

## Протипокази
Початково протипоказаннями до застосування рофекоксибу були лише підвищена чутливості до препарату та інших нестероїдних протизапальних препаратів, III триместр вагітності, годування грудьми та дитячий вік. Після збільшення частоти серцево-судинних ускладнень при застосуванні рофекоксибу та інших коксибів, згідно рекомендацій FDA та Європейського агентства з лікарських засобів слід утримуватися від застосування коксибів у випадку перенесеного аортокоронарного шунтування, хворим із стенокардією або перенесеним інфарктом міокарду, а також після перенесених інсультів та епізодів коронаротромбозу. Рофекоксиб не застосовується також при загостренні виразкової хвороби шлунку та дванадцятипалої кишки, шлунково-кишковій кровотечі та бронхіальній астмі зі супутнім поліпозом носа та непереносимістю ацетилсаліцилової кислоти.

## Форми випуску
Рофекоксиб випускався у вигляді таблеток по 0,0125; 0,025 та 0,05 г; 0,25% та 0,5% суспензії для прийому всередину по 150 мл; у вигляді 2,5% розчину по 1 мл у ампулах; у вигляді 1% гелю для зовнішнього застосування із метилсаліцилатом, ментолом та лляною олією; а також у вигляді ректальних суппозиторів по 25 мг.